# William Stoughton
Pour les articles homonymes, voir Stoughton.
William Stoughton (30 septembre 1631 - 7 juillet 1701) est un ministre du culte puritain et homme politique américain du XVIIe siècle. 

## Biographie
Diplômé de Harvard en théologie à 19 ans, William Stoughton termine ses études à Oxford en Angleterre, où il obtient une maîtrise (M.A.) en 1652.
En 1662, Stoughton retourne dans le Massachusetts et devient pasteur de l'église de Dorchester. Il s'intéresse à la vie politique après la révocation de la charte du Massachusetts et devient président adjoint du gouvernement temporaire de la colonie du Massachusetts de 1674 à 1676, puis de 1680 à 1686.
Gouverneur adjoint (Lieutenant Governor) du Massachusetts, choisi par Sir William Phips nommé gouverneur royal en 1692, Stoughton est désigné par celui-ci pour présider la Court of Oyer and Terminer chargée de juger les cas de sorcellerie qui éclatent dans le ressort de la ville de Salem et alentours. 

Sans aucune expérience judiciaire et aveuglé par sa foi puritaine, Stoughton permet de nombreuses violations des règles habituelles de procédure durant les procès des sorcières de Salem. 
Ainsi Stoughton autorise-t-il la « preuve par les spectres » (spectral evidence), c'est-à-dire le témoignage de victimes de sorcellerie affirmant avoir été attaquées par un fantôme prenant la forme de quelqu'un qu'elles connaissaient. La cour confère à huis clos avec les accusateurs et accusatrices, ses audiences sont parfois interrompues par les remarques faites à voix haute par le public, les accusés sont privés d'avocat, les juges mélangent les fonctions de poursuite et de jugement et interrogent eux-mêmes, sans aménité, les accusés. 
En dépit de l'échec retentissant de ces procédures, qui sont rapidement désavouées par le gouverneur Phips, la carrière de Stoughton en souffre peu. 
Stoughton remplace le gouverneur Phips en 1694, alors que celui-ci s'est embarqué pour Londres pour se défendre d'accusations de corruption. Il dirigera la colonie jusqu'à sa mort en 1701. 
Dans son éloge funèbre, sa mort fut décrite par le révérend Willard comme celle du « dernier des puritains authentiques. ».